# Андерс Фрікселл
Андерс Фрікселл (швед. Anders Fryxell; нар. 7 (18) лютого 1795, Едслескуг, провінція Дальсланд, Швеція — пом. 21 березня (18 лютого) 1881 Стокгольм, Швеція) — шведський історик, письменник і поет.

## Біографія
Андерс Фрікселл народився в 1795 році в селі Едслескуг. Його рід, багато представників якого мали сан священиків, був відомий з XVII століття.
У 1813 році Фрікселл вступив до навчання до Уппсальського університету. В студентські роки був близький до неоромантизму, співпрацював з «Поетичним календарем».
З 1817 року він працював в Стокгольмі вчителем в школі А. Афселіуса. У 1820 році відбулося його висвячення в сан священика, а в 1833 році він став пастором у Сунні. У 1840 році був обраний членом Шведської академії.
Андерс Фрікселл вважається першим представником так званої «старої школи», що сформувалася до середини XIX століття у шведській історіографії. Незважаючи на те, що він не мав історичної освіти, його «Нариси з шведської історії», опубліковані в 1823—1879 роках в 46-ти томах, були найбільш читаними на той час історичними виданнями. В них він використовував велику кількість нових для того часу джерел, а також давав їм свою критичну оцінку.
У 1981—1984 роках правнучка Андерса Фрікселля, Карін Фрікселл, написала про нього трилогію «Boken om Anders: en Värmlandskrönika om Anders Fryxell».

## Праці
- Svensk språklära i skolornas tjänst (Шведське мовознавство на службі шкільної освіти; 1824)
- Berättelser ur svenska historien (швед.) (Нариси з шведської історії, 1823—1879)
- Handlingar rörande Sverges historia (Документи з шведської історії, 1836—1843)
- Bidrag till Sverges litteratur-historia (Посібник з історії шведської літератури, 1860—1862)
- Några anteckningar om frihetstidens partier Mössor och Hattar (Нотатки про партії «ковпаків» і «капелюхів», 1879)
- Bidrag till Sveriges historia після 1772: uppsatser, berättelser och minnen (Посібник з історії Швеції після 1772 р.: нариси, оповідання і спогади, 1882)